# Силван Гроув (Канзас)
Силван Гроув (енгл. Sylvan Grove) град је у америчкој савезној држави Канзас.

## Демографија
По попису из 2010. године број становника је 279, што је 45 (-13,9%) становника мање него 2000. године.
| Група             | 2000.       | 2010.       |
| Белци             | 311 (96,0%) | 272 (97,5%) |
| Афроамериканци    | 0 (0,0%)    | 0 (0,0%)    |
| Азијати           | 0 (0,0%)    | 0 (0,0%)    |
| Хиспаноамериканци | 5 (1,5%)    | 3 (1,1%)    |
| Укупно            | 324         | 279         |